# 聯合國脫離接觸觀察員部隊
联合国脱离接触观察员部队（英语: United Nations Disengagement Observer Force, UNDOF）是一支駐扎在紫线緩衝區的联合国维持和平部队，其任务是讓以色列和叙利亚之间一直停火。1974年5月31日，联合国安全理事会第350号决议通過後，聯合國脫離接觸觀察員部隊成立。
叙利亚内战期间，库奈特拉省冲突蔓延至紫线緩衝區，迫使聯合國脫離接觸觀察員部隊人員縮減。截至2021年3月，聯合國脫離接觸觀察員部隊人數為1,096，分別來自尼泊尔、印度、乌拉圭、斐济、爱尔兰、加纳、捷克共和国和不丹。 